# 南廉平
南 廉平（みなみ れんぺい、1877年 - 1926年11月7日）は日本の牧師、富士見町教会の第2代目牧師である。
1877年、愛媛県の卜部家に生まれる。幼少期広島の南家の養子になる。中学3年の時に、広島日本基督教会で洗礼を受ける。その後、北陸英学校、明治学院普通学部で学ぶ。その後、アメリカに渡りヒル・スクール、オーバン神学校で学ぶ。
日清戦争のため帰国し、陸軍に志願する。陸軍では騎兵将校として出征する。
1895年より一番町教会（富士見町教会）で、植村正久の弟子になる。その後、千駄ヶ谷教会、松山教会の牧師になる。
1911年に富士見町教会の副牧師に就任する。1925年植村正久が死去すると第2代目牧師に就任するが、翌1926年に49歳で死去。墓所は多磨霊園。